# Victor Samuel Summerhayes
Victor Samuel Summerhayes est un botaniste britannique, né le 21 février 1897 à Street, Somerset et mort le 27 décembre 1974.

## Biographie
Il obtient un Bachelor of Sciences en 1920 à Londres. Il est responsable de l’herbier des orchidées des Jardins botaniques royaux de Kew de 1924 à 1964.
Il fait paraître Wild Orchids of Britain (1951, réédité en 1968). Il révise la seconde édition de Flora West Tropical Africa en 1968 et contribue à la partie sur les orchidées de la Flora Tropical East Africa (1968) et au Kew Bulletin.
Phillip James Cribb (1964-) lui dédie le genre Summerhayesia.

## Source
- Ray Desmond (1994). Dictionary of British and Irish Botanists and Horticulturists including Plant Collectors, Flower Painters and Garden Designers. Taylor & Francis et The Natural History Museum (Londres).